# Fondation suisse pour la photographie
 (juin 2021).
Si vous disposez d'ouvrages ou d'articles de référence ou si vous connaissez des sites web de qualité traitant du thème abordé ici, merci de compléter l'article en donnant les références utiles à sa vérifiabilité et en les liant à la section « Notes et références ».
La Fondation suisse pour la photographie, en allemand Fotostiftung Schweiz, est une fondation suisse de conservation et de diffusion de la photographie.

## Histoire
Créée en 1971 en tant que fondation privée, elle s'engage pour la conservation, la mise en valeur et la diffusion d'œuvres photographiques. Elle gère des archives et une collection qui comprennent en 2013 jusqu'à 50 000 tirages originaux de photographes de premier ordre et plus d'un million de négatifs et de dispositifs. Elle est inscrite comme bien culturel d'importance nationale.
Elle présente des expositions temporaires et édite des publications consacrées à la photographie en Suisse. En collaboration avec le Fotomuseum Winterthur (de), elle gère une bibliothèque publique qui propose environ 20 000 livres sur la photographie,. Depuis 2007, la Fondation est impliquée dans l'enseignement de l'histoire et de la théorie de la photographie à l'Université de Zurich.